# Dichaetomyia paramacfiei
Dichaetomyia paramacfiei är en tvåvingeart som beskrevs av Zielke 1971. Dichaetomyia paramacfiei ingår i släktet Dichaetomyia och familjen husflugor.
Artens utbredningsområde är Gabon. Inga underarter finns listade i Catalogue of Life.